# Giovanni Scanavino
Giovanni Scanavino OSA (ur. 6 grudnia 1939 w Santo Stefano Belbo) – włoski duchowny rzymskokatolicki, w latach 2003-2011 biskup Orvieto-Todi.

## Życiorys
Święcenia kapłańskie przyjął 14 marca 1964 w zakonie augustianów. Był m.in. przełożonym konwentu w Pawii, asystentem generalnym zakonu, a także prowincjałem włoskiej prowincji.
8 listopada 2003 został mianowany biskupem Orvieto-Todi. Sakrę biskupią otrzymał 7 grudnia 2003. 5 marca 2011 zrezygnował z urzędu.